# レグラ・ベル
レグラ・マリッサ・ベル・マッケンジー（Regla Maritza Bell MacKenzie, 1970年7月6日 - ）は、キューバの元女子バレーボール選手。元キューバ代表。

## 来歴
ハバナ出身。1988年にナショナルチームに初選出。1992年、1996年、2000年オリンピックで金メダルを獲得した。また1994年、1998年世界選手権で優勝した。
2002年からスペインリーグでプレーし、2009年にブラジル・São Caetanoに移籍した。2012年よりインドネシアリーグで、2014年からはフィリピンリーグでプレーした。
2024年にバレーボール殿堂入り。

## 球歴
- オリンピック - 1992年、1996年、2000年
- 世界選手権 - 1994年、1998年
- ワールドカップ - 1989年、1991年、1995年、1999年

## 所属クラブ
- Ciudad Habana （1991-1997年）
- Assid Ester Napoli （1997-1998年）
- シリオ・ペルージャ （1998-2000年）
- UCAM Murcia （2002-2004年）
- ムルシア （2005-2006年）
- Promociones Percan (2006-2007年）
- Ciudad Las Palmas G.C. Cantur (2007-2009年）
- São Caetano/Blausiegel (2009-2010年）
- CVテネリフェ (2010年-2011年)
- CV Murillo（2011-2012年）
- Manokwari Valeria（2012-2013年）
- PLDT HOME TVolution team（2014年）